# RC letecký simulátor
RC letecký simulátor je specializovaný počítačový program, jehož účelem je věrně napodobit chování RC modelů v prostředí počítače. Nachází využití ve chvílích, kdy není možné provozovat RC létání v reálném světě (špatné počasí aj.), pro trénink létání ve skutečném světě, pro experimentování s akrobacií, a vhodný je také pro lidi, kteří si chtějí vyzkoušet širokou škálu modelů, ale nechtějí utrácet. Zatímco jednotlivé RC modely, jsou-li špičkově provedené, jsou záležitostí několika tisíc korun, RC simulátory zahrnují i desítky různých modelů, se kterými lze létat.
V současné době lze říct, že simulace je na velmi vysoké úrovni a opravdu odpovídá realitě v nejvyšší možné míře. Velké a známé simulátory jako například RealFlight jsou vyvíjeny za spolupráce s odborníky z řad RC pilotů a mají tedy velmi realistickou fyziku objektů, chování modelů i jejich technické provedení. 
Pořizovací cena RC simulátoru je relativně vysoká a rozhodně nejde o běžnou počítačovou hru, kterou si může pořídit každý. Tak jako všechny seriózní simulátory jsou i RC simulátory zaměřeny na úzký okruh lidí, tedy opravdové příznivce RC létání. Lze sehnat i levnější simulátory, ovšem ty se nemohou těm dražším v mnoha ohledech vůbec rovnat. Vyšší cena je způsobena také ovladačem, který bývá k simulátorům přiložen. Protože mají za úkol věrně simulovat létání s RC modely, jsou k nim dodávány i věrohodně vypadající a fungující vysílače, které se připojují k PC pomocí USB kabelu. Ty dražší lze využít i pro skutečné létání, protože mají zabudovaný skutečný rádiový vysílač.
Jedním z nejznámějších realistických RC leteckých simulátorů je RealFlight, který je momentálně k dispozici už ve své sedmé verzi a má širokou fanouškovskou základnu.